# طواف أمريكا للدراجات 2024
طواف أمريكا للدراجات 2024 (بالإنجليزية: 2024 UCI America Tour)‏ هو الموسم 20 من  طواف أمريكا للدراجات،  بدأ الموسم بسباق فولتا غواتيمالا 2023 في 17 نوفمبر 2023،  وانتهى بسباق طواف غيلا 2024 في 24 أبريل 2024.

## السباقات
| طواف أمريكا للدراجات | طواف أمريكا للدراجات | طواف أمريكا للدراجات                        | طواف أمريكا للدراجات | طواف أمريكا للدراجات | طواف أمريكا للدراجات    | طواف أمريكا للدراجات | طواف أمريكا للدراجات |
| التاريخ              | #                    | السباق                                      | الفائز               | الثاني               | الثالث                  |                      |                      |
| -------------------- | -------------------- | ------------------------------------------- | -------------------- | -------------------- | ----------------------- | -------------------- | -------------------- |
| 17 – 26 نوفمبر 2023  | 6                    | فولتا غواتيمالا                             | Gerson Toc ‏          | بايرون غواما         | Stalin Puentestar ‏      |                      |                      |
| 16 – 25 ديسمبر 2023  | 7                    | فولتا كوستاريكا                             | خوان دييغو ألبا ‏     | كيفن ريفيرا          | Sergio Arias ‏           |                      |                      |
| 14 – 21 يناير 2024   | 1                    | فولتا تاشيرا                                | جوناثان كايسيدو      | خوان خوسيه رويز ‏     | Nelson Camargo ‏         |                      |                      |
| 06 – 11 فبراير 2024  | 2                    | طواف كولومبيا                               | رودريغو كونتريرز     | ريتشارد كاراباز      | جوناثان كايسيدو         |                      |                      |
| 05 – 07 أبريل 2024   | 3                    | 2024 Jamaica International Cycling Classic ‏ | Wilmar Paredes ‏      | والتر فارغاس         | Gabriel Mendez ‏         |                      |                      |
| 24 – 28 أبريل 2024   | 5                    | طواف غيلا ‏                                  | Tyler Stites ‏        | والتر فارغاس         | Wilmar Paredes ‏         |                      |                      |
| 01 – 05 مايو 2024    | 4                    | 2024 Vuelta Bantrab ‏                        | جوناثان كايسيدو      | Daniel Méndez ‏       | Javier Jamaica ‏         |                      |                      |
| 19 مايو              | 9                    | 2024 Gran Premio New York City ‏             | Tibor Del Grosso ‏    | Wilmar Paredes ‏      | Johannes Adamietz ‏      |                      |                      |
| 12 – 16 يونيو 2024   | 10                   | تور دي بوس                                  | Josh Burnett ‏        | Tyler Stites ‏        | Ian Lopez de San Roman ‏ |                      |                      |
| 14 – 23 يونيو 2024   | 8                    | فولتا كولومبيا                              | رودريغو كونتريرز     | دييغو كامارغو ‏       | Wilson Peña ‏            |                      |                      |
| 06 – 13 أكتوبر 2024  | 12                   | فويلتا فنزويلا ‏                             | والتر فارغاس         | Javier Jamaica ‏      | Luis Mora ‏              |                      |                      |
| 11 – 17 نوفمبر 2024  | 11                   | فويلتا الإكوادور                            | Richard Huera ‏       | أوسكار سبييا ريبيرا  | نيكولاس باريديس         |                      |                      |